# Collegium musicum

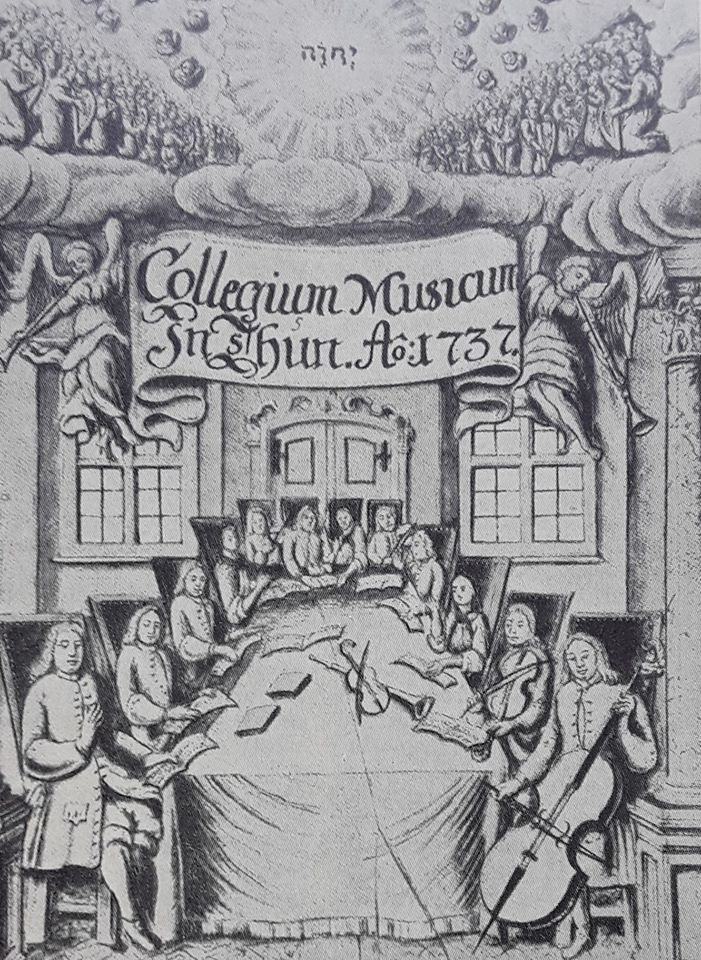
Collegium musicum Thun, 1737

Collegium musicum war die vom 16. bis zum 18. Jahrhundert vor allem im deutschsprachigen Raum gebräuchliche und im 20. Jahrhundert wiederentdeckte Bezeichnung für einen privaten Verband von Musikliebhabern. Häufig stammten die Mitglieder aus bürgerlichem oder studentischem Umfeld und musizierten gemeinsam, jedoch konnten Collegia musica auch Zuhörer zulassen und nahmen vereinzelt Berufsmusiker auf.

## Geschichte
Im 16. Jahrhundert waren Collegia musica überwiegend von Vokalmusik geprägt; ihre Blütezeit hatten sie jedoch im 17. und 18. Jahrhundert, wo sie sich vorwiegend mit instrumentalen Werken beschäftigten. Die ersten öffentlichen Konzerte eines Collegium musicum fanden 1660 in Hamburg unter der Leitung von Matthias Weckmann statt. Später wurde das 1701 von Georg Philipp Telemann in Leipzig gegründete und unter anderem von Johann Sebastian Bach weitergeführte Collegium musicum in der Öffentlichkeit bekannt. In Konkurrenz zu diesem stand das zweite Collegium Musicum, das Johann Friedrich Fasch 1708 in Leipzig gründete und das als sogenanntes „Professorencollegium“ bekannt wurde.
Im 19. Jahrhundert verlor sich die Bezeichnung „Collegium musicum“, bis 1908 Hugo Riemann wieder eine Vereinigung dieses Namens gründete und damit einen Anstoß für die heutige Verwendung dieser Benennung gab. Josef Mertin trat mit seinem „Collegium musicum Mertin“ in den 1930er und 1940er Jahren in Wien auf. Die Umbenennung des „Collegium musicum Jenense“ der Universität Jena 1934 zum „Städtischen Sinfonieorchester Jena“ und später zur Jenaer Philharmonie hängt mit seinem Ausbau zu einem professionellen Sinfonieorchester zusammen.

## Beispiele für heutige Collegia musica
Heute findet sich der Name „Collegium musicum“ sowohl bei Studenten- und Amateur-Ensembles wie auch bei professionellen Ensembles.
- seit 1951: Collegium Musicum Basel, professionelles Orchester
- seit 1952: Collegium Musicum der RWTH Aachen, studentisches Orchester, seit 1958 mit Chor
- seit 1953: Collegium musicum Bonn, studentisches Orchester, mit Chor
- seit 1967: Collegium Musicum des KIT, studentisches Sinfonieorchester am Karlsruher Institut für Technologie
- seit 1979: Neues Bachisches Collegium Musicum, professionelles Kammerorchester in Leipzig
- seit 1990: Collegium Musicum Salzburg, der Kammerchor der Universität Salzburg